# Batumi-stadion
Batumi-stadion är en fotbollsstadion i Batumi i Georgien. Hemmaklubb är Dinamo Batumi, även det georgiska landslaget använder stadion ibland. Stadion har kapacitet för 20 000 åskådare och byggdes i samband med att Georgien ansökte om värdskapet för Europamästerskapet i fotboll 2020.